# Ramón Piñeiro López
Ramón Piñeiro López (Amea, Láncara, província de Lugo, 31 de maig de 1915 - Santiago de Compostel·la, 27 d'agost de 1990) fou un escriptor, assagista i polític gallec.

## Biografia
El 1932 va ingressar a les joventuts del Partit Galleguista, on conegué Ramón Otero Pedrayo i participà en el Projecte d'Estatut d'Autonomia de Galícia de 1936. Durant la guerra civil espanyola lluità a la força en el bàndol nacional, i en acabar la guerra estudià filosofia a la Universitat de Santiago de Compostel·la. Des del 1943 fou secretari polític del Comité Executiu del Partit Galleguista a l'interior, i col·laborà amb nacionalistes gallecs i bascs en el pacte Galeusca, però el 1946 fou detingut i passà tres anys a la presó. Quan sortí de la presó es mostrà totalment de l'activisme cultural que no pas de la lluita armada, cosa que l'enfrontà amb els gallecs exiliats a Argentina.
El 1950 va dissoldre el Partit Galleguista i va fundar a Vigo l'Editorial Galaxia, que en ple franquisme va publicar no sols llibres de literatura gallega, sinó també sobre temes gallecs, alhora que promocionava joves valors literaris i polítics gallecs en vistes al futur, com el seu futur gendre Xosé Manuel Beiras. El 1966 deixà l'editorial i marxà als Estats Units, on treballà un temps a la Universitat de Middlebury (Vermont). El 1967 fou escollit membre de la Real Academia Gallega amb el discurs "A lingoaxe i as lingoas", que fou respost per Domingo García-Sabell.
Les seves pretensions polítiques eren que tots els partits polítics, nacionalistes o no, assumissin les reivindicacions galleguistes més bàsiques. Per això va fundar el grup Realidade Galega, des del qual assessorà a futurs líders com com Xosé Manuel Beiras, Xaime Isla Couto o Xerardo Fernández Albor. Durant els anys setanta el seu lideratge i prestigi en el nacionalisme gallec de l'interior fou contestat pels sectors joves més radicals i propers al marxisme, com Xosé Lois Méndez Ferrín i altres militants de la Unión do Povo Galego. Tot i això, ell defensà sempre un galleguisme difús, i a les eleccions al Parlament de Galícia de 1981 fou elegit diputat a les llistes del Partit dels Socialistes de Galícia-PSOE, com Alfredo Conde Cid, Carlos Casares Mouriño o Benxamín Casal Vila. Destacà en l'aprovació de la Llei de Normalització Lingüística del gallec i el 1983 fou elegit president del Consello da Cultura Galega, càrrec que va ocupar fins a la seva mort. El 1984 va rebre la Creu de Sant Jordi de la Generalitat de Catalunya.
S'ha donat el seu nom al Centro Ramón Piñeiro para a Investigación en Humanidades, fundat el 1993.

## Obres
- Siñificado metafísico da saudade (Colección Grial, 1951)
- A saudade en Rosalía (Galaxia, 1952)
- A lingua, sangue do espíritu (Galicia, Bos Aires, 1952)
- Pra unha filosofía da saudade (Galaxia, 1953[1])
- A filosofía i o home (Grial, 1963)
- A lingoaxe i as língoas (Galaxia, 1967; reed. facs. Consello da Cultura Galega, 1994[2])
- Olladas no futuro (Galaxia, 1974)
- Lembrando a Castelao (SEPT, 1975)
- Vicisitudes históricas da cultura galega (Ediciós do Castro, 1975)
- Saudade e sociedade, dimensións do home (1975)
- Filosofía da saudade (Galaxia, 1984[3])
- Castelao político (Anthropos, Barcelona, 1986)
- Cartas para os amigos (El Correo Gallego, 1992[4])
- Galicia (Galaxia, 1999)

## Font
- Bernárdez, Carlos L. y otros, Literatura gallega. Século XX, Edición A Nosa Terra, Vigo, 2001, págs. 210-211
- ALONSO GIRGADO, Luís, e MONTEAGUDO CABALEIRO, Teresa: Ramón Piñeiro: cronobiografía e cartas. Cadernos Ramón Piñeiro II, Centro Ramón Piñeiro para a Investigación en Humanidades, 2003.
- ALONSO GIRGADO, Luís, e outros: Bibliografía e hemerografía de Ramón Piñeiro. Cadernos Ramón Piñeiro XVII, Centro Ramón Piñeiro para a Investigación en Humanidades, 20011.
- ALONSO MONTERO, Xesús: Ramón Piñeiro ou a reinvención da cultura galega, Galaxia, 2009.
- CALDEIRO, Eloi: Ramón Piñeiro. A terra e a saudade. Col. O son da palabra, vol.3, 2009. Inclúe un texto de Xosé Luís Allué: "O outro Piñeiro".
- CASARES, Carlos: Ramón Piñeiro. Centro de Investigacións Políticas e Literarias Ramón Piñeiro, 1996.
- CASARES, Carlos: Ramón Piñeiro. Da miña acordanza. Memorias. Galaxia 2002.
- CASARES, Carlos e RODRÍGUEZ-POLO, Xosé Ramón: "Piñeiro López, Ramón", en Gran enciclopedia galega, 2003.
- Enciclopedia galega universal (EGU), s. v. Piñeiro López, Ramón. Ir Indo, Vigo 2002.
- MONTEAGUDO, Henrique (Coord.): Obras. Castelao VI: Epistolario. Galaxia, Vigo 2000.
- RODRÍGUEZ-POLO, Xosé Ramón: Ramón Piñeiro e a estratexia do galeguismo. Xerais, Vigo, 2009.
- RODRÍGUEZ-POLO, Xosé Ramón: O triunfo do galeguismo. Opinión pública, partidos políticos e comportamento electoral na transición autonómica, Dykinson, Madrid, 2009.
- PIÑEIRO, Ramón: "Da miña acordanza" a Grial núm. 111, 1991, 341-351.
- AAVV: Día das Letras Galegas 2009. Ramón Piñeiro. Departamento de Filoloxía Galega, Universidade de Santiago de Compostela, 2009.